# کوسیریچ
کوسیریچ (به صربی: Kosjerić) یک شهرستان در صربستان است که در شومادئیا و صربستان غربی واقع در غرب صربستان فعلی است. کوسیریچ ۴۱۵ متر بالاتر از سطح دریا واقع شده‌است.